# Hirasa tulla
Hirasa tulla är en fjärilsart som beskrevs av Thierry-mieg 1916. Hirasa tulla ingår i släktet Hirasa och familjen mätare. Inga underarter finns listade i Catalogue of Life.